# Julija (film, 1977)
Julija (angleško Julia) je ameriški dramski film iz leta 1977, ki ga je režiral Fred Zinnemann po scenariju Alvina Sargenta. Temelji na poglavju iz knjige Pentimento Lillian Hellman iz leta 1973, ki pripoveduje o pisateljičinem razmerju z življenjsko prijateljico Julijo. Le-ta se je v letih pred začetkom druge svetovne vojne borila proti nacistom. V glavnih vlogah nastopajo Jane Fonda kot Lillian, Vanessa Redgrave kot Julija, v stranskih vlogah pa še Jason Robards, Hal Holbrook, Rosemary Murphy, Maximilian Schell in Meryl Streep, za katero je to filmski debi.
Film je bil premierno prikazan 2. oktobra 1977 v distribuciji 20th Century Fox. Izkazal se je za finančno uspešnega in naletel na dobre ocene kritikov. Na 50. podelitvi je bil nominiran za oskarja v za to leto rekordnih enajstih kategorijah, tudi za najboljši film, nagrajen pa je bil za najboljšega stranskega igralca (Robards), stransko igralko (Redgrave) in prirejeni scenarij. Nominiran je bil tudi za deset nagrad BAFTA, od katerih je bil nagrajen za najboljši film, igralko (Fonda), scenarij in fotografijo, ter sedem zlatih globusov, od katerih je bil nagrajen za najboljšo igralko v dramskem filmu (Fonda) in stransko igralko (Redgrave).

## Vloge
- Jane Fonda kot Lillian
- Vanessa Redgrave kot Julija
- Jason Robards kot Hammett
- Hal Holbrook kot Alan
- Rosemary Murphy kot Dottie
- Maximilian Schell kot Johann
- Dora Doll kot potnica
- Elisabeth Mortensen kot mlada potnica
- Meryl Streep kot Anne Marie
- John Glover kot Sammy
- Lisa Pelikan kot mlada Julia
- Susan Jones kot mlada Lillian
- Maurice Denham kot pogrebnik
- Gerard Buhr kot policist
- Cathleen Nesbitt kot stara mati